# Łoboda długolistna
Łoboda długolistna (Atriplex oblongifolia Waldst. & Kit.) – gatunek rośliny w różnych systemach klasyfikacyjnych włączany do rodziny komosowatych lub szarłatowatych. W Polsce rośnie w rozproszeniu na nizinach.

## Morfologia

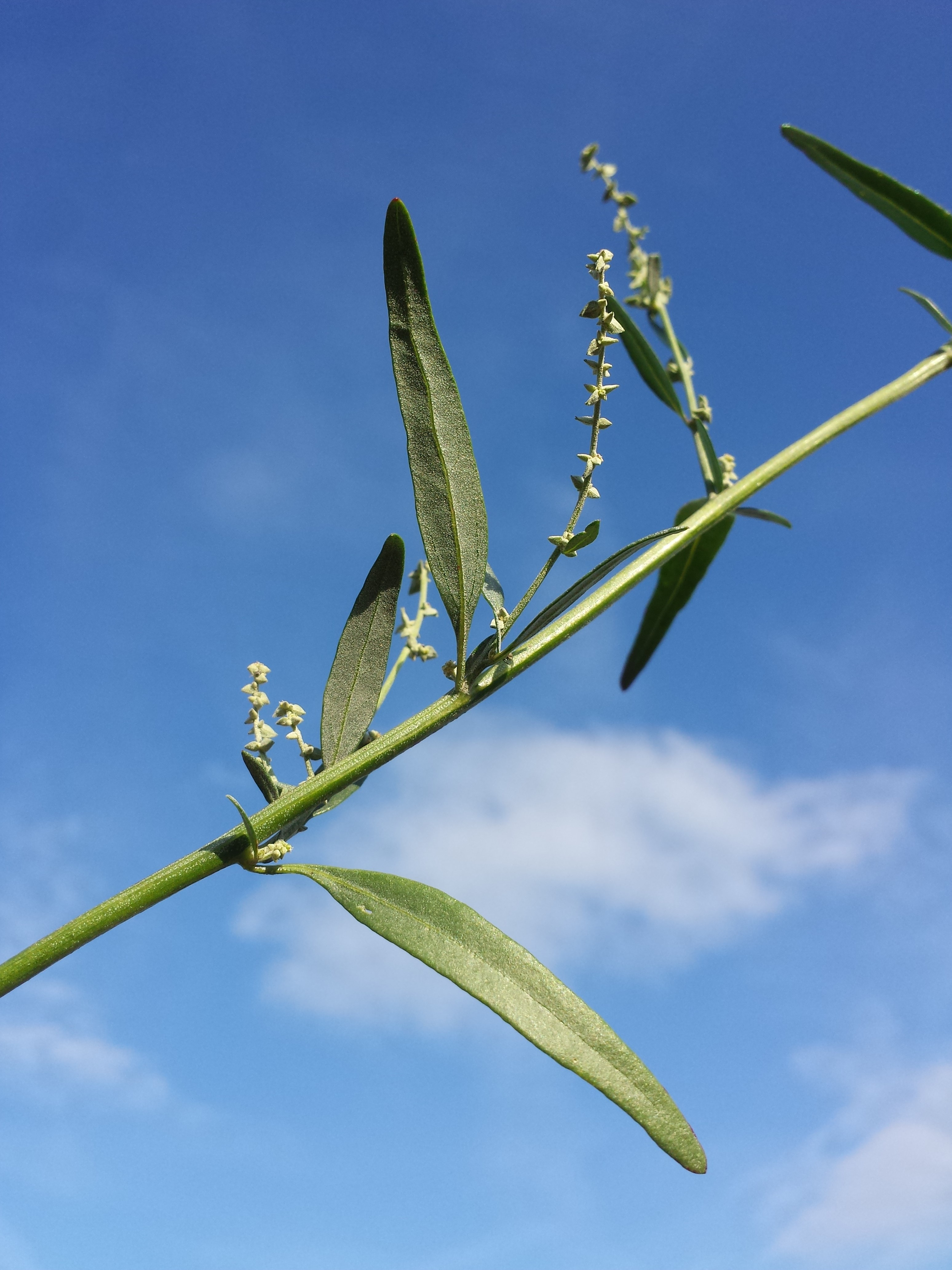
Liście górne

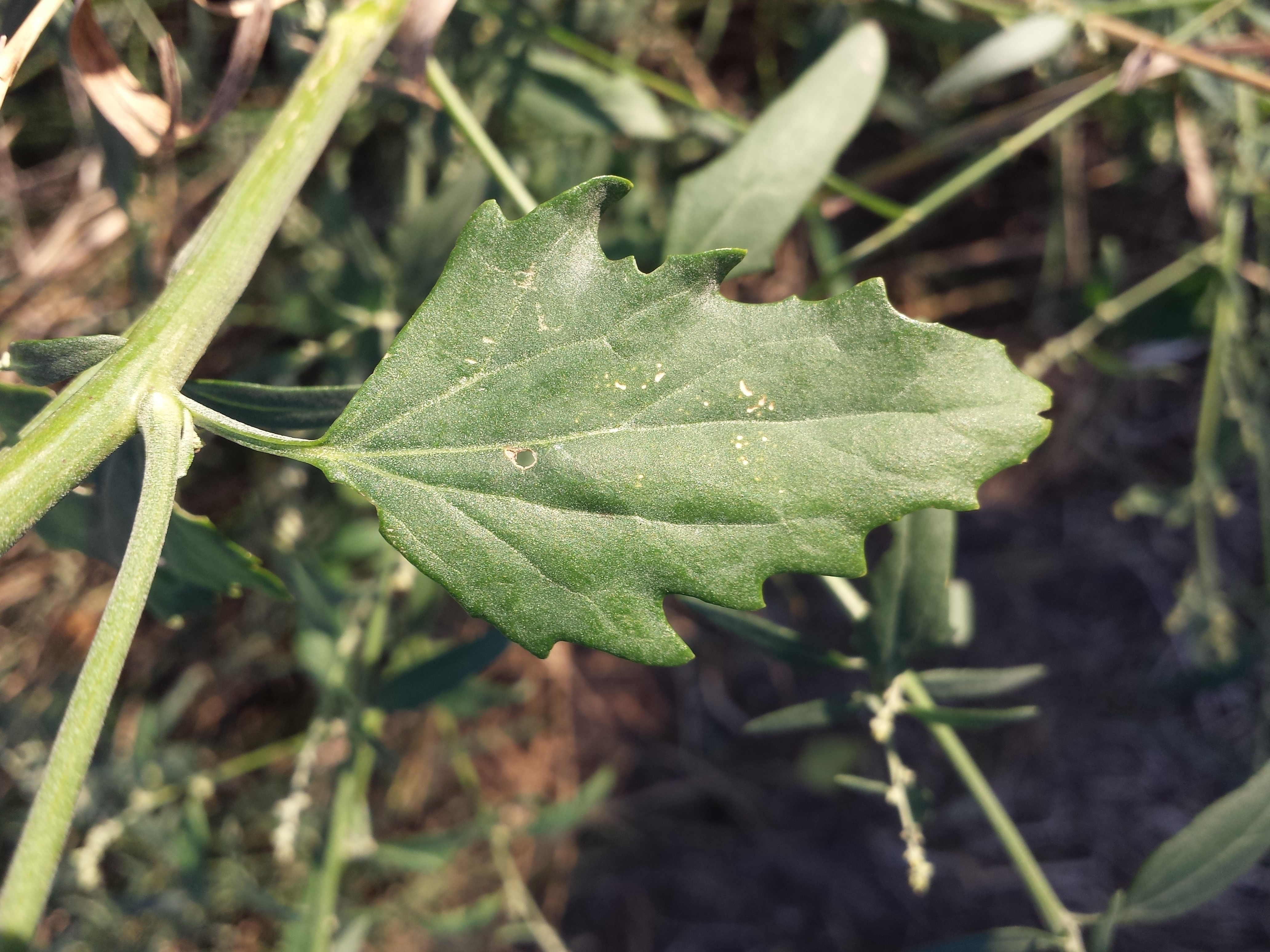
Liść dolny

ŁodygaDo 90 cm wysokości.
LiścieLiście dolne trójkątnie lancetowate. Liście górne lancetowate lub równowąskolancetowate. Nasadowe zęby liści skierowane do przodu.
KwiatyZebrane w luźne, zwieszone kwiatostany. Podkwiatki rombowojajowate, całobrzegie, zielone, wiotkie, cienkie.

## Biologia i ekologia
Roślina dwuletnia, ruderalna. Kwitnie w lipcu i sierpniu. Gatunek charakterystyczny zespołu Atriplicetum nitentis. Liczba chromosomów 2n = 36.